# Kralingse Zoom (metrostation)
Kralingse Zoom is een station van de Rotterdamse metro en openbaarvervoerknooppunt aan de oostkant van Rotterdam, in de Nederlandse provincie Zuid-Holland. Het station is vernoemd naar de gelijknamige ten westen van het station gelegen straat met die naam.

## Station
Het station ligt bovengronds, direct voor de tunnelingang richting het centrum van Rotterdam, en wordt bediend door de metrolijnen A, B en C.
Het station telt 4 sporen en 2 perrons. Overdag worden er meestal maar 2 sporen gebruikt. De perrons zijn toegankelijk via de centrale hal boven de sporen en vanuit de parkeergarage. 's Avonds na 19.00 uur en op zaterdag en zondag tot 10.00 uur is Kralingse Zoom het eindpunt voor de metrolijn A die hier weer teruggaat naar Binnenhof. Hierbij wordt spoor 3 gebruikt. Spoor 4 is alleen in gebruik wanneer de metro vanuit Schiedam Centrum of De Akkers Kralingse Zoom als eindpunt heeft en direct doorrijdt naar remise 's-Gravenweg.

## OV-knooppunt
Kralingse Zoom is een belangrijk regionaal openbaar vervoerknooppunt.
Direct naast de stationshal bevindt zich een busstation, vanwaar diverse buslijnen vertrekken naar Ridderkerk, Rotterdam Zuidplein en verder, onder andere naar Utrecht, Dordrecht en Keizerswaard. In de jaren 80 reden deze buslijnen nog naar het grote busstation in het centrum, op de plek waar nu de Delftse Poort staat, maar tegenwoordig vertrekken uit het centrum van Rotterdam, behalve RET lijn 40, geen streekbussen meer.
| Lijn                  | Bestemming                               | Via | Vervoerder            | Bijzonderheden                                                               |
| Stadsdienst Rotterdam | Stadsdienst Rotterdam                    | Stadsdienst Rotterdam                                                                                              | Stadsdienst Rotterdam | Stadsdienst Rotterdam                                                        |
| --------------------- | ---------------------------------------- | --- | --------------------- | ---------------------------------------------------------------------------- |
| 36                    | Station Alexander                        | Prins Alexanderpolder                                                                                              | RET                   |                                                                              |
| 75                    | Zuidplein                                | HES, , Van Brienenoordbrug, Zomerland, Stadion Feijenoord, Breeplein, Strevelsweg, Ikazia Ziekenhuis, Ahoy-complex | RET                   | Rijdt niet na 19:00 uur en in het weekend.                                   |
| 83                    | Keizerswaard                             | Oud-IJsselmonde | RET                   | Rijdt niet in de spits en op zaterdag overdag, dan rijdt alleen buslijn 183. |
| Streekvervoer         |                                          | |                       |                                                                              |
| 140                   | Slikkerveer                              | Oud-IJsselmonde, Bolnes                                                                                            | RET                   | Rijdt alleen doordeweeks van maandag tot en met vrijdag.                     |
| 145                   | Station Dordrecht                        | Ridderkerk | RET                   | Rijdt alleen doordeweeks van maandag tot en met vrijdag.                     |
| 183                   | Zuidplein                                | Oud-IJsselmonde, Keizerswaard, Station Lombardijen, Hordijk, Barendrecht, Slinge metro                             | RET                   | Rijdt niet 's avonds en op zondag, dan rijdt alleen buslijn 83.              |
| 388                   | Utrecht Centraal                         | Papendrecht, Sliedrecht, Noordeloos, Meerkerk, Vianen, Utrecht Papendorp                                           | Qbuzz                 | snelBuzz                                                                     |
| 488                   | Station Dordrecht                        | Hendrik-Ido-Ambacht, Zwijndrecht                                                                                   | Qbuzz                 | R-net                                                                        |
| 489                   | Nieuw-Lekkerland                         | Ridderkerk, Alblasserdam                                                                                           | Qbuzz                 | R-net. De helft van de ritten rijden niet verder dan Alblasserdam.           |
| ParkShuttle           |                                          | |                       |                                                                              |
| 500*                  | Capelle aan den IJssel, Rivium 4e straat | Fascinatio, Rivium 1e straat, Rivium 2e straat                                                                     | Transdev              |                                                                              |

* Dit lijnnummer wordt niet op de voertuigen vermeld.
| Lijn | Bestemming 1 | Bestemming 2            |
| ---- | ------------ | ----------------------- |
| M    | Binnenhof    | Schiedam Centrum        |
| 01   | Nesselande   | Hoek van Holland Strand |
| 02   | De Terp      | De Akkers               |

Tevens is dit station het vertrekpunt van de ParkShuttle-people mover naar het bedrijventerrein Rivium in Capelle aan den IJssel. Deze is, na geruime tijd door mankementen buiten dienst geweest te zijn, in september 2008 weer in gebruik genomen. Daarna was hij door de bouw van de parkeergarage in 2013 tijdelijk weer uitgeschakeld, maar dat is inmiddels ook weer hersteld. Tussen 31 mei 2019 en 5 december 2022 was de ParkShuttle buiten dienst door uitbreiding en vernieuwing.

## Transferium
Bij het station bevindt zich ook een groot P+R-parkeerterrein voor het gebied ten zuidoosten van de stad. Men kan hier de auto laten staan en vervolgens per metro naar het centrum van de stad. Tevens is er een grote parkeergarage boven de sporen met drie keer zoveel parkeerplaatsen. Tegelijkertijd met de bouw van de parkeergarage werd het gehele metrostation gerenoveerd. Bij de renovatie van het busstation is er één perron vervallen zodat de bussen beter kunnen draaien en er ook kunnen parkeren (bufferen) omdat bij de parkeerplaats minder ruimte is.

## Omgeving
Op loopafstand van het station liggen de Erasmus Universiteit Rotterdam, een locatie van de Hogeschool Rotterdam en een bedrijventerrein Brainpark.

## Toekomst
Er zijn plannen om een nieuwe metrolijn aan te leggen vanaf Kralingse Zoom via het (nieuwe) Feyenoord-stadion en Zuidplein naar de Waalhaven.

## Foto's

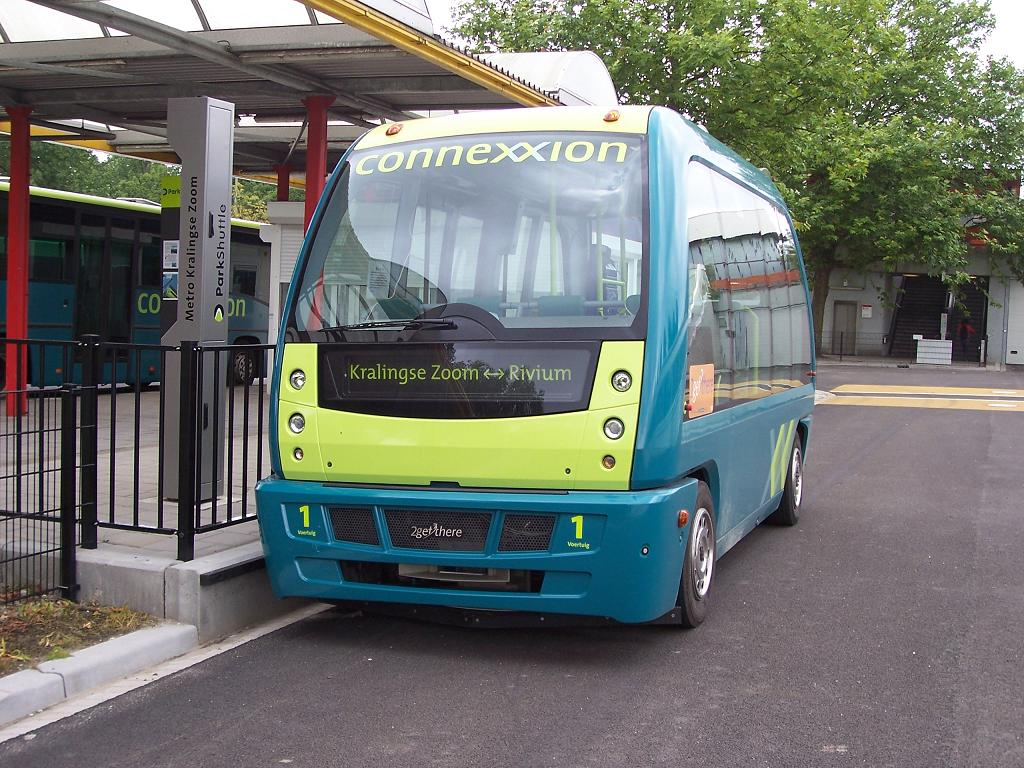
De parkshuttle stopt op de Kralingse Zoom.
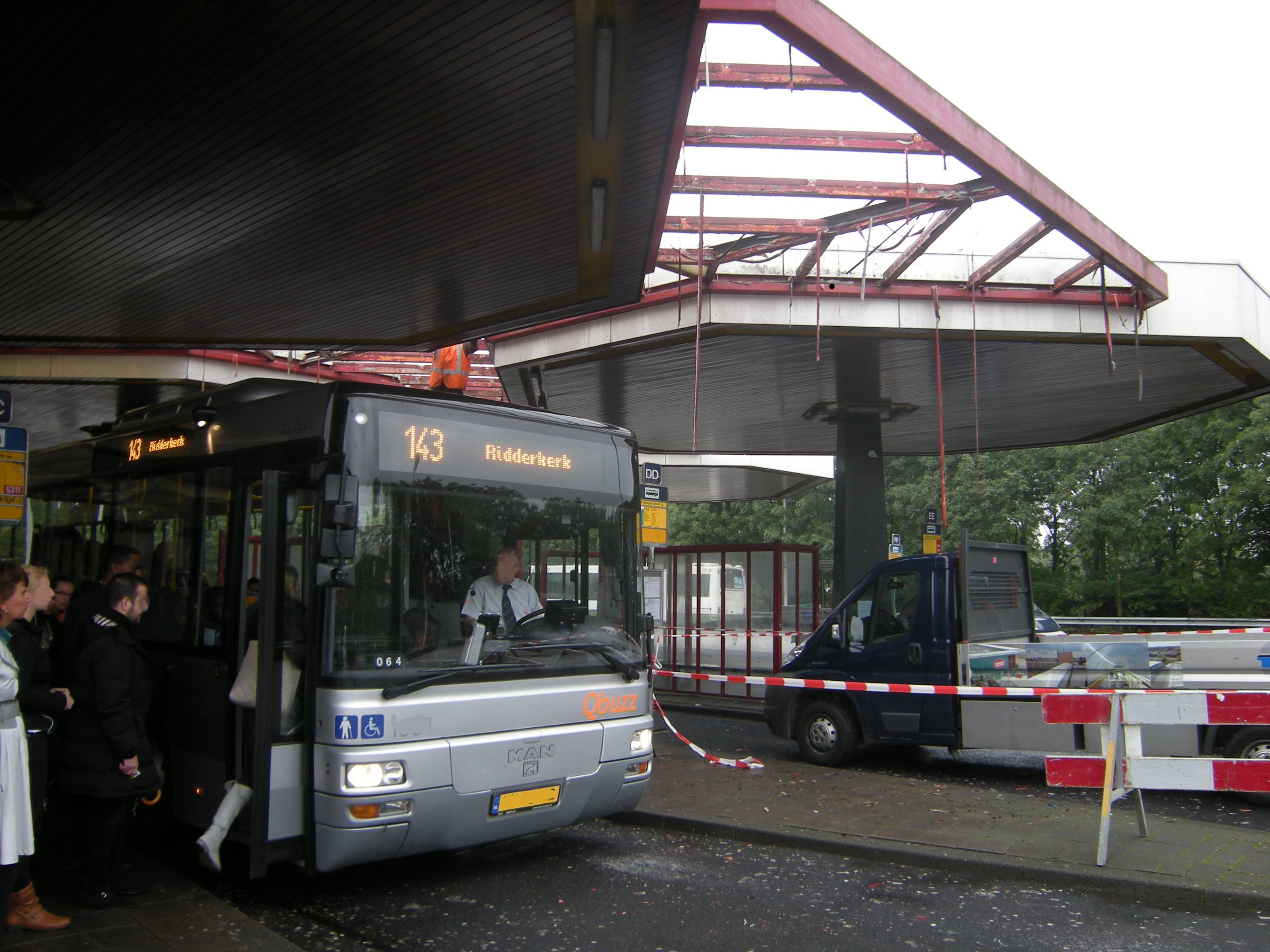
Het busstation in voorlopige renovatie.
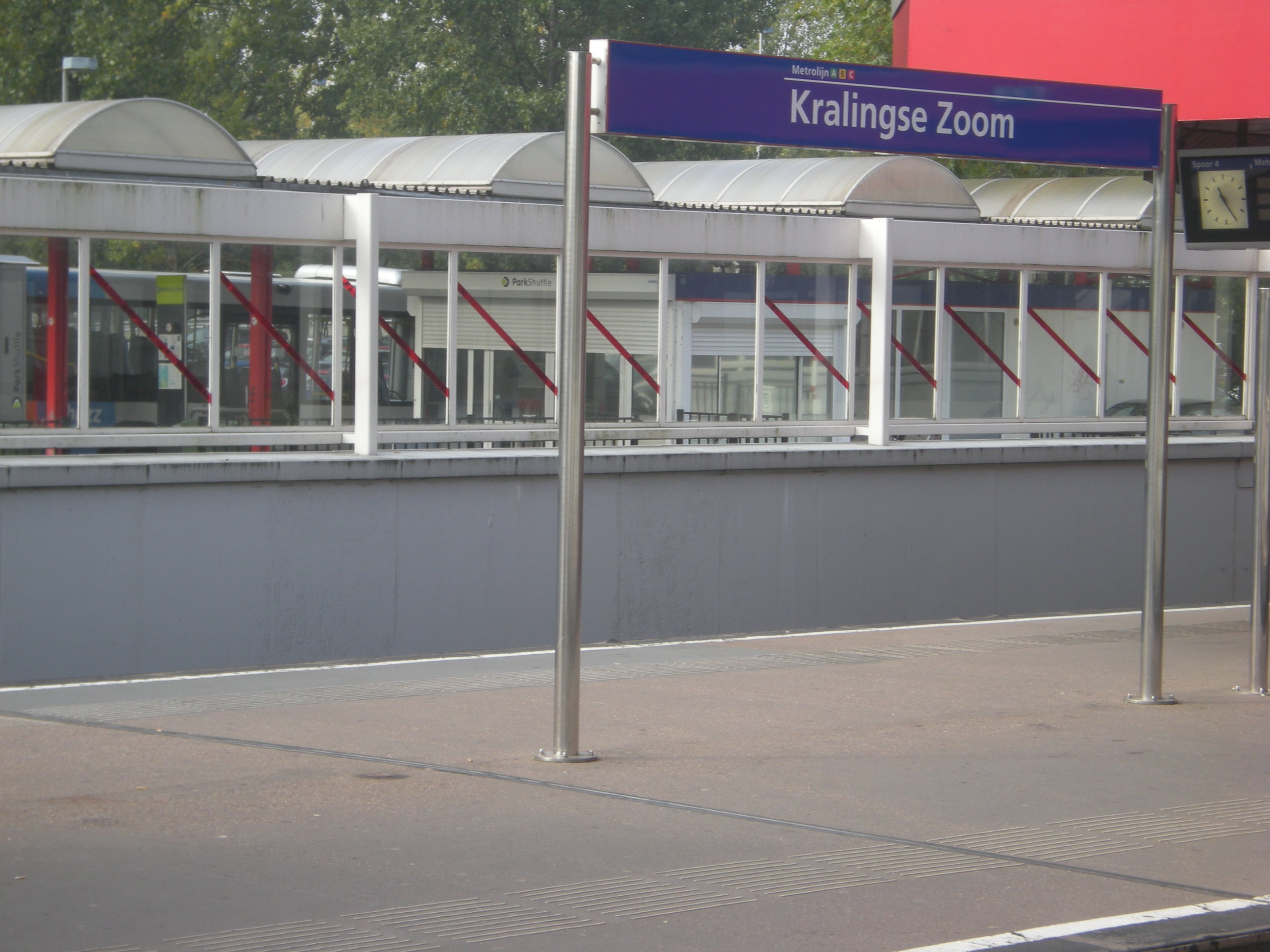
Het kunstwerk op het metrostation: de strepen op de ruiten. (Inmiddels vervangen door RVS-panelen)
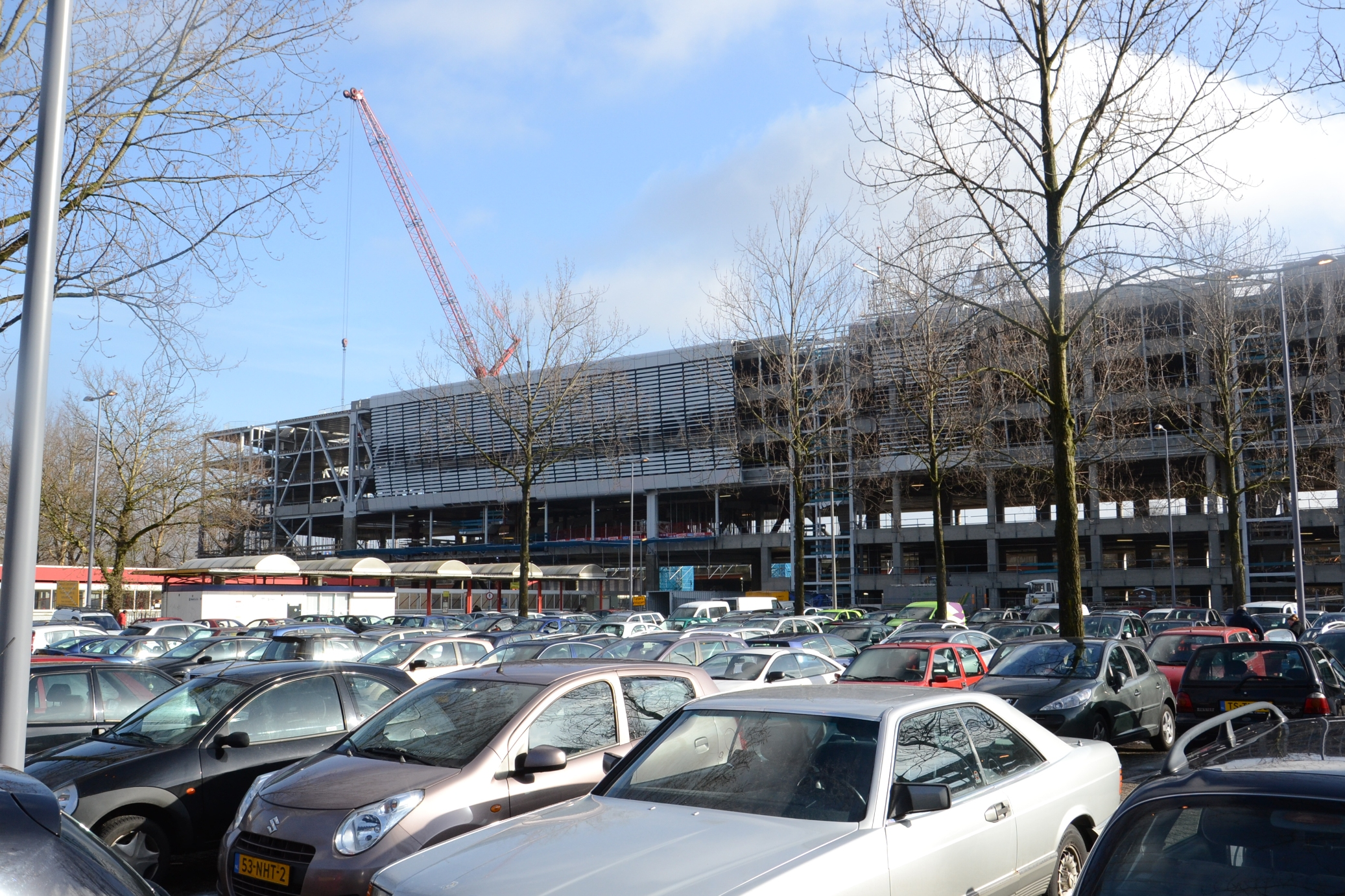
De bestaande en toekomstige parkeermogelijkheid (begin 2013).
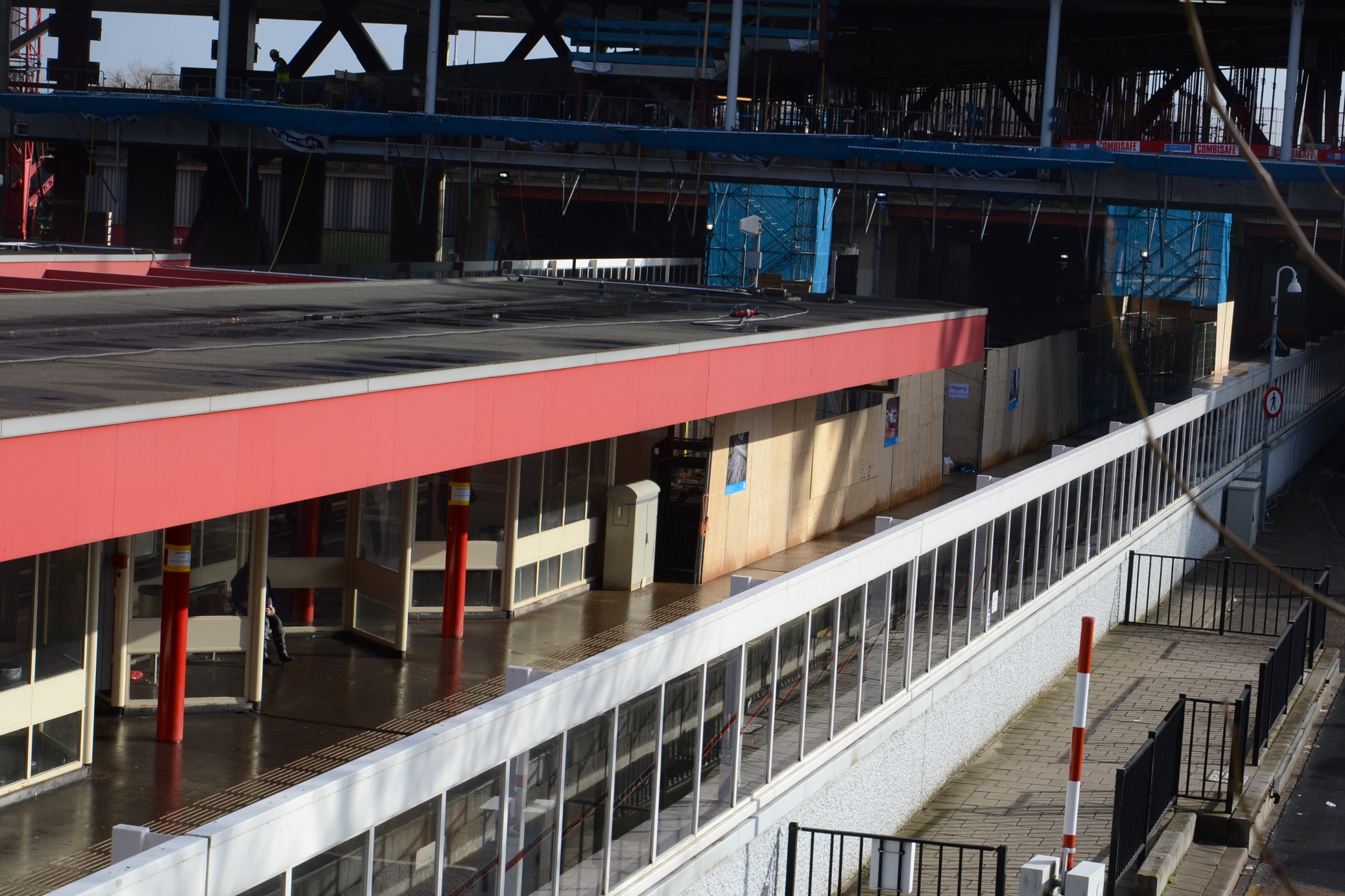
Een tijdelijk volgebouwd perron (begin 2013).
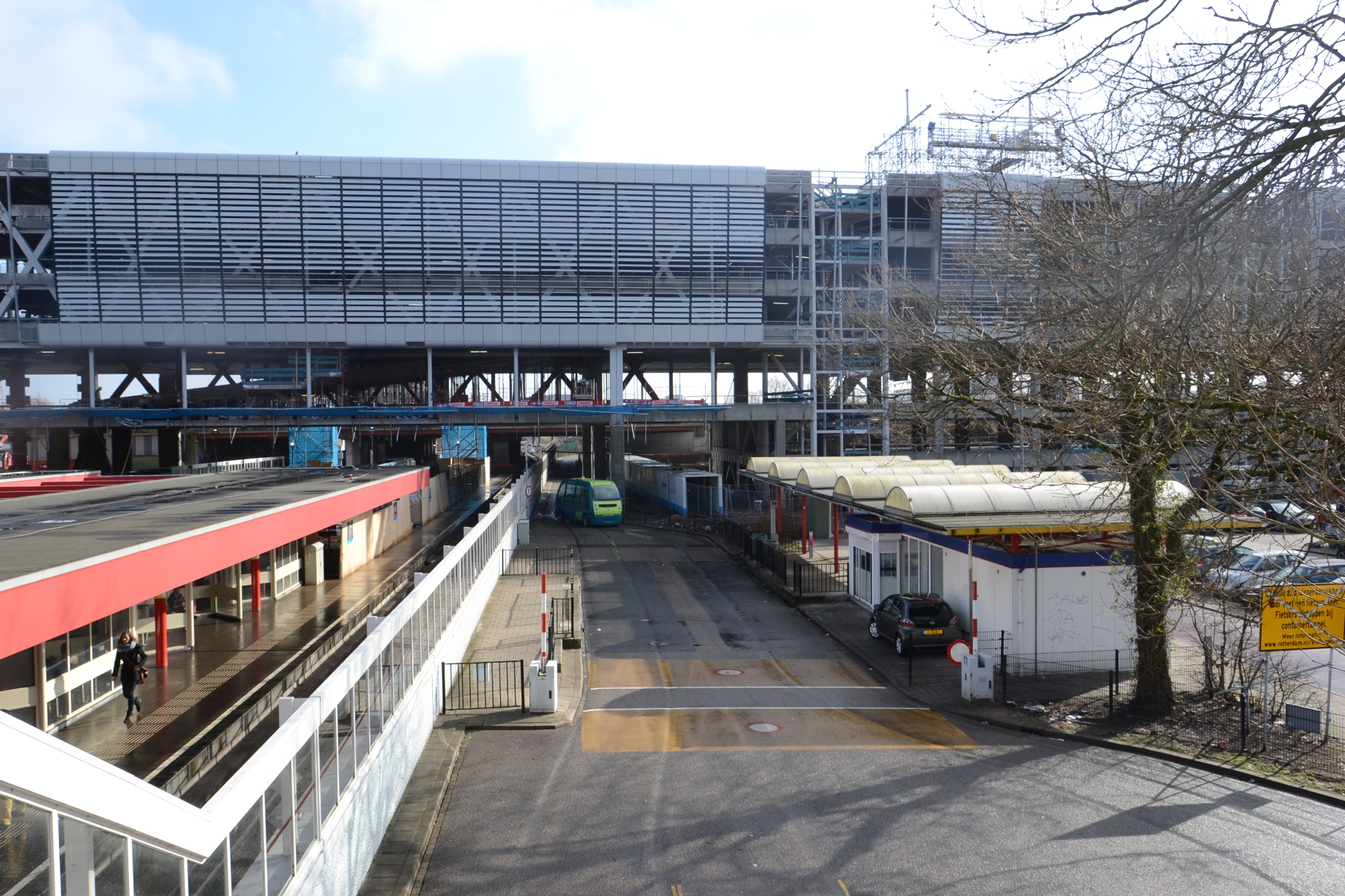
De parkshuttle rijdt langs de bouwplaats (begin 2013).
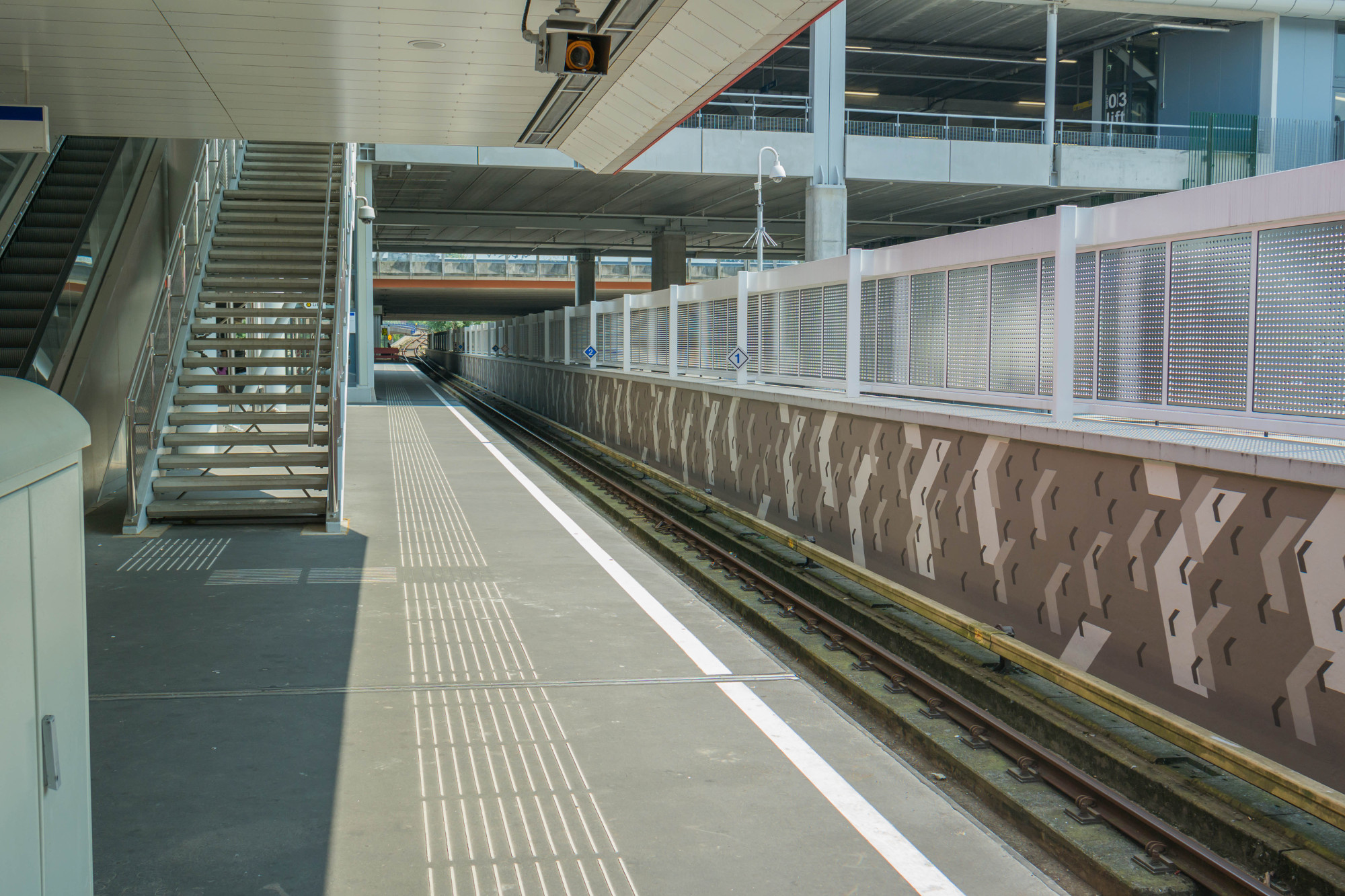
Perron (spoor 4) na renovatie.

Binnenhof · Romeynshof · Graskruid · Alexander  · Oosterflank · Prinsenlaan · Schenkel · Capelsebrug · Kralingse Zoom · Voorschoterlaan · Gerdesiaweg · Oostplein · Blaak  · Beurs · Eendrachtsplein · Dijkzigt · Coolhaven · Delfshaven · Marconiplein · Schiedam Centrum 
Nesselande · De Tochten · Ambachtsland · Nieuw Verlaat · Hesseplaats · Graskruid · Alexander  · Oosterflank · Prinsenlaan · Schenkel · Capelsebrug · Kralingse Zoom · Voorschoterlaan · Gerdesiaweg · Oostplein · Blaak  · Beurs · Eendrachtsplein · Dijkzigt · Coolhaven · Delfshaven · Marconiplein · Schiedam Centrum  · Schiedam Nieuwland · Vlaardingen Oost · Vlaardingen Centrum · Vlaardingen West · Maassluis Centrum · Maassluis West · Steendijkpolder · Hoek van Holland Haven · Hoek van Holland Strand
De Terp · Capelle Centrum · Slotlaan · Capelsebrug · Kralingse Zoom · Voorschoterlaan · Gerdesiaweg · Oostplein · Blaak  · Beurs · Eendrachtsplein · Dijkzigt · Coolhaven · Delfshaven · Marconiplein · Schiedam Centrum  · Parkweg · Troelstralaan · Vijfsluizen · Pernis · Tussenwater · Hoogvliet · Zalmplaat · Spijkenisse Centrum · Heemraadlaan · De Akkers